# シュンムガム・スブラマニ
シュンムガム・スブラマニ（Shunmugham Subramani、1972年8月5日 - ）は、シンガポールの元サッカー選手。元シンガポール代表。ポジションはDF。

## クラブ歴
1992年にタンジョン・パガー・ユナイテッドFCで選手となった。1998年にシンガポール・カップ、シンガポールFAカップを制し、年間最優秀選手に選ばれた。1999年からはホーム・ユナイテッドに移籍、代表でもパートナーであったアイデ・イスカンダルとタッグを組んだ。その後クラブの主将を務め、2009年に37歳で選手を引退した。

## 代表歴
1996年6月27日に行われたAFCアジアカップ予選のミャンマー代表戦で初出場、4-0の勝利に終わった。
1998 タイガーカップ、2004 タイガーカップではシンガポールが優勝したが、この両大会の全試合に出場した。また、東南アジア競技大会にも2度出場し、1997年、1999年両大会で準決勝に進出している。
2004年9月には代表引退の意志を持っていたものの、ラドイコ・アヴラモヴィッチ監督の説得によって代表を続行した。その後2007 東南アジアサッカー選手権で優勝すると引退した。
2007年6月にFIFAセンチュリークラブに登録された。

## タイトル

### クラブ
タンジョン・パガー・ユナイテッドFC
- シンガポール・カップ: 1998
- シンガポールFAカップ: 1998

ホーム・ユナイテッド
- Sリーグ: 1999,2003
- シンガポール・カップ: 2001, 2003, 2005

### 代表
シンガポール
- 東南アジアサッカー選手権: 1998, 2004, 2007

### 個人
- Sリーグ年間最優秀選手: 1998